# Steady Ground
Steady Ground foi uma banda de rock alternativo dos Estados Unidos formada em 2003 na cidade de Santa Ana, Califórnia. Ron Welty era o membro mais famoso da banda, por ter tocado durante 16 anos no The Offspring. Sobre as influências, o grupo citou as bandas Stone Temple Pilots, Audioslave, Velvet Revolver, Fugazi, U2, The Cure, Pearl Jam, Coldplay e The Offspring.

## Formação final
| Membro         | Instrumento | Período   |
| -------------- | ----------- | --------- |
| Benjamin Hatch | Vocal       | 2007      |
| George Squiers | Guitarra    | 2003–2007 |
| Kyle Rogan     | Baixo       | 2003–2007 |
| Jared Woods    | Guitarra    | 2003–2007 |
| Ron Welty      | Bateria     | 2003–2007 |

## Discografia

### Álbuns de estúdio
| Ano  | Álbum    | Gravadora            |
| ---- | -------- | -------------------- |
| 2007 | Jettison | Band-Aid on a Bullet |